# کاستلنووو دی وال دی چچینا
کاستلنووو دی وال دی چچینا (به ایتالیایی: Castelnuovo di Val di Cecina) یک کومونه در ایتالیا است که در استان پیزا واقع شده‌است.

## خصوصیات
کاستلنووو دی وال دی چچینا ۸۸٫۷ کیلومترمربع مساحت و ۲٬۳۴۱ نفر جمعیت دارد و ۵۷۶ متر بالاتر از سطح دریا واقع شده‌است.